# Jordskælvet på Papua New Guinea 2023
Jordskælvet på Papua New Guinea april 2023 var et jordskælv med en styrke på 7,0 der  ramte 38,3 km (23,8 mi) øst-sydøst for Ambunti i provinsen "East Sepik" i Papua Ny Guinea den 3. april 2023.
| - Kort over Papua Ny Guinea - Kort med byer og lokaliteter på Papua Ny Guinea |